# Фосфоглицерат мутаза
Фосфоглицерат мутаза (или глицерат мутаза) е ензим, който катализира обратимата реакция на изомеризиране на 3-фосфо-глицерат до 2-фосфо-глицерат като част от гликолизата, или обратната реакция като част от глюконеогенезата. Обратимостта на реакцията определя участието на ензима в двата противоположни пътя.
Подобно на фосфохексоизомеразната реакция, посоката на протичане на реакцията зависи от активността на предходните и последващите реакции в пътя и от активността на регулируемите ензими в дадения метаболитен път, изчерпващи някой от субстратите на ензима.
В гликолизата, високата активност на ензима пируват киназа понижава концентрацията на фосфоенолпируват, което изтегля равновесието на енолазната и фосфоглицерат мутазната активност в посока към образуването на 2-фосфоглицерат.